# Somers (Connecticut)
Somers is een plaats (town) in de Amerikaanse staat Connecticut, en valt bestuurlijk gezien onder Tolland County.

## Demografie
Bij de volkstelling in 2000 werd het aantal inwoners vastgesteld op 10417.

## Geografie
Volgens het United States Census Bureau beslaat de plaats een oppervlakte van
73,8 km², waarvan 73,4 km² land en 0,4 km² water.

## Plaatsen in de nabije omgeving
De onderstaande figuur toont nabijgelegen 'incorporated' en 'census-designated' plaatsen in een straal van 16 km rond Somers.

## Geboren
- Hannah Soar (4 juni 1999), freestyleskiester